# Szpital Czerniakowski
Szpital Czerniakowski – szpital znajdujący się przy ulicy Stępińskiej 19/25 w dzielnicy Mokotów w Warszawie.
Placówka działa w formie spółki z ograniczoną odpowiedzialnością i jest własnością miasta.

## Opis
Szpital ma 8 oddziałów, w tym dwa oddziały kliniczne Warszawskiego Uniwersytetu Medycznego. W skład Specjalistycznej Przychodni Przyszpitalnej wchodzi 11 poradni udzielających średnio 40 tysięcy porad rocznie.
Oddziały szpitala:
- Szpitalny Oddział Ratunkowy
- Oddział Anestezjologii i Intensywnej Terapii
- Oddział Chirurgii Ogólnej
- Oddział Chirurgii Urazowo-Ortopedycznej
- Oddział Chorób Wewnętrznych
- Oddział Otolaryngologiczny
- Oddział Neurologiczny
- Oddział Okulistyczny